# Chiamatemi Madame
Chiamatemi "Madame" (Call Me Madam) è una commedia musicale del 1953 diretta da Walter Lang, ispirata al celebre musical di Broadway Call Me Madam del 1950 di Howard Lindsay e Russel Crouse, con musiche di Irving Berlin.
Il film è stato presentato in concorso al 6º Festival di Cannes.

## Riconoscimenti
- Premi Oscar 1954
  - migliore colonna sonora (musical)
- Golden Globe 1954
  - migliore attrice in un film commedia o musicale (Ethel Merman)